# BeNe League Red
De BeNe League Red was gedurende één seizoen de hoogste vrouwenvoetbalafdeling in België. De BeNe League Red werd ingericht door de KBVB en vormde de Belgische competitieronde van de Belgisch-Nederlandse Women's BeNe League. Ze bepaalde de indeling van deze tweede competitieronde, maar besliste nog niet over de landstitel, Europese kwalificatie of degradatie.
De BeNe League Red werd gespeeld als normale competitie met heen- en terugwedstrijden. De vier eerst geklasseerden mochten na aflopen naar de BeNe League A, waar ze met vier Nederlandse teams streden om de titel. De vier laatst geklasseerden vervolledigden het seizoen met Nederlandse teams in de BeNe League B.

## Geschiedenis
In het begin van de jaren 1970 organiseerde de Belgische Voetbalbond de eerste officiële damesvoetbalcompetities waarin werd gespeeld om de landstitel. Sinds 1973 werd er jaarlijks in één reeks gespeeld in de Eerste Klasse.
Onder impuls van onder meer de voorzitter van de Commissie Damesvoetbal Marc Lesenfants zou er vanaf eind 2010 een nieuwe topklasse komen, de "Elite League", boven de bestaande nationale kampioenschappen. Deze Elite League zou zes clubs tellen, later eventueel acht, in een gesloten competitie. Er zouden enkel ploegen mogen deelnemen die zijn geassocieerd met mannenclubs uit de hoogste klassen.
Op 13 februari 2012 werd bekendgemaakt dat met ingang van seizoen 2012/13 de Women's BeNe League werd opgestart. In de eerste seizoenshelft zouden de Belgische en Nederlandse clubs in eigen land een nationale competitieronde afwerken, respectievelijk de BeNe League Red en de BeNe League Orange. In de tweede seizoenshelft zouden daarna de beste Belgische en Nederlandse clubs het tegen elkaar opnemen voor de titel en zouden ook de laagst geklasseerde Belgische en Nederlandse nog een competitie afwerken. Dit format hield echter maar één jaar stand: het seizoen daarna werkten Belgische en Nederlandse ploegen een volledig seizoen tegen elkaar af.

### Seizoenen
| Seizoen | Naar BeNe League A                                     | Naar BeNe League B                                                 |
| ------- | ------------------------------------------------------ | ------------------------------------------------------------------ |
| 2012/13 | Standard Luik, RSC Anderlecht, Lierse SK, Beerschot AD | Sint-Truidense VV, Club Brugge, Oud-Heverlee Leuven, Zulte Waregem |

## Europa en degradatie
Het hoogst geplaatste team uit zowel België als Nederland in BeNe League A plaatste zich voor de UEFA Women's Champions League. Het laagst geplaatste Belgische team in de BeNe League B degradeerde, voor de Nederlandse teams was er geen degradatie mogelijk.